# TT269
La tombe thébaine TT 269 est située à Cheikh Abd el-Gournah, dans la nécropole thébaine, sur la rive ouest du Nil, face à Louxor en Égypte.
C'est la tombe d'un inconnu. La tombe date de la période ramesside.